# 78867 Isakowitz
78867 Isakowitz este o planetă minoră (asteroid), cu un diametru de 7,657 km, din Outer Main Belt⁠(d). A fost descoperită pe 23 august 2003 la Observatorio de Cerro Tololo⁠(d) de Marc Buie⁠(d). 
Obiectul prezintă o orbită caracterizată de o semiaxă mare de 3,9026267332378 UAi, o excentricitate de 0,056822260135635, o înclinație de 2,6151729008835 ° în raport cu ecliptica.